# کسنیا سیمونوا
کسنیا سیمونوا (اوکراینی: Ксенія Симонова؛ زادهٔ ۲۲ آوریل ۱۹۸۵) هنرمند، و نقاش اهل اوکراین است. او در زمینه پرفورمنس آرت، انیمیشن ماسه‌ای، طراحی گرافیک، تصویرسازی، سینما و ادبیات فعالیت می‌کند. سیمونوا دارای عنوان هنرمند شایسته اوکراین است و در سال ۲۰۰۹ پس از کسب جایزه «استعداد اوکراین» به شهرت رسید.